# Küstendorf
Küstendorf, também conhecido como Drvengrad, é uma vila de montanha perto de  Mokra Gora  na Sérvia, perto da fronteira com Bósnia e Herzegovina. O cineasta Emir Kusturica construiu a vila para seu filme A vida é um milagre. 
No local há uma galeria de fotos, uma biblioteca, um cinema, uma confeitaria, uma loja de arteuma piscina,  uma padaria, um ginásio, uma loja de souvenirs, além do  Teatro Stanley Kubrick .
O diretor mora com exclusividade desde 2005. Em 2010, a estátua de Johnny Depp foi inaugurada durante uma visita.
As ruas têm os nomes de Che Guevara, Diego Maradona, Novak Djokovic e Ivo Andric.
Emir Kusturica disse: „Perdi minha cidade durante a Guerra. É por isso que eu queria construir minha própria vila, Küstendorf. Sonho com um lugar aberto e com diversidade cultural que resista à globalização.“ 
É aonde o Festival Anual de Cinema e Música de Küstendorf chega.

## Galeria

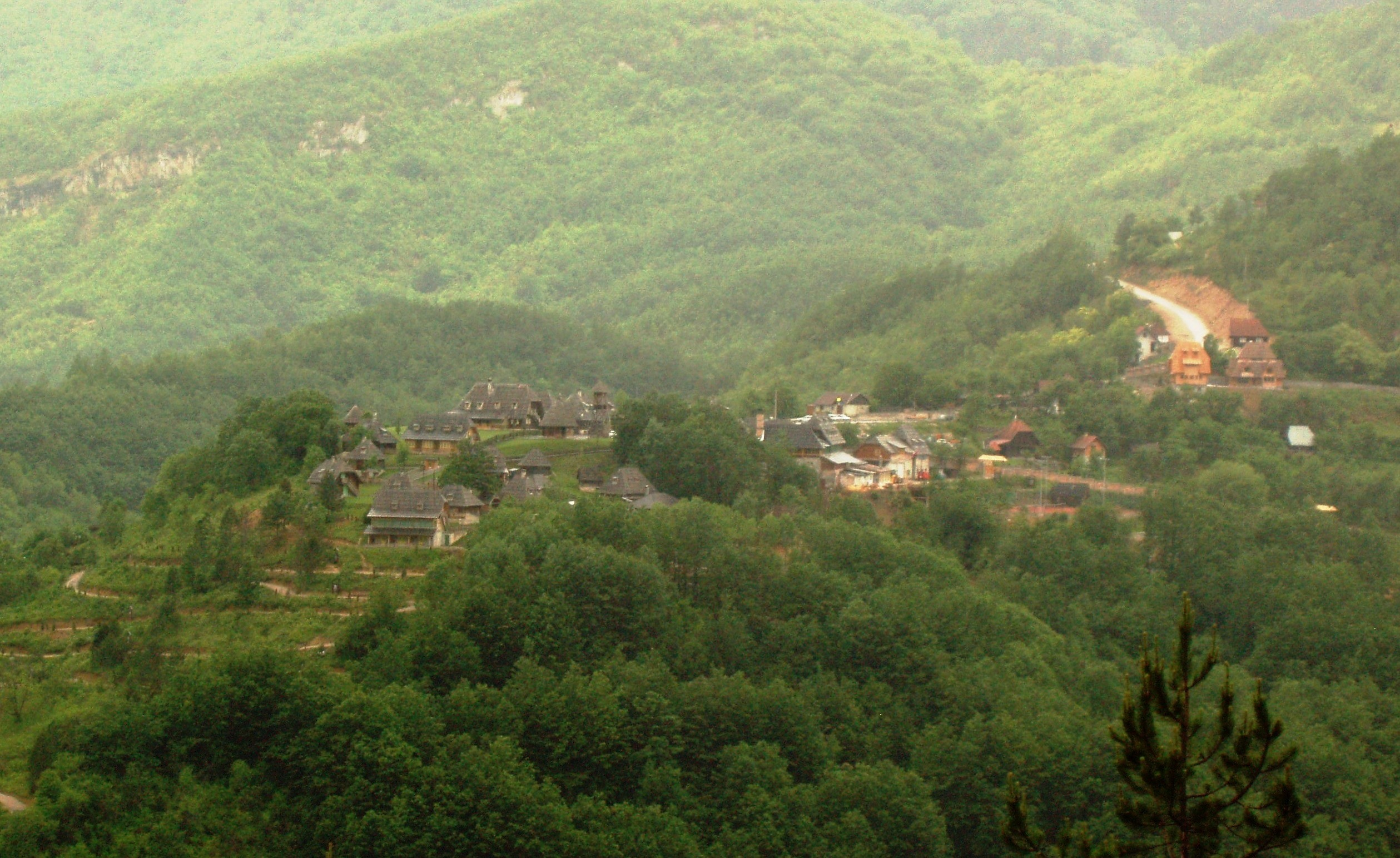
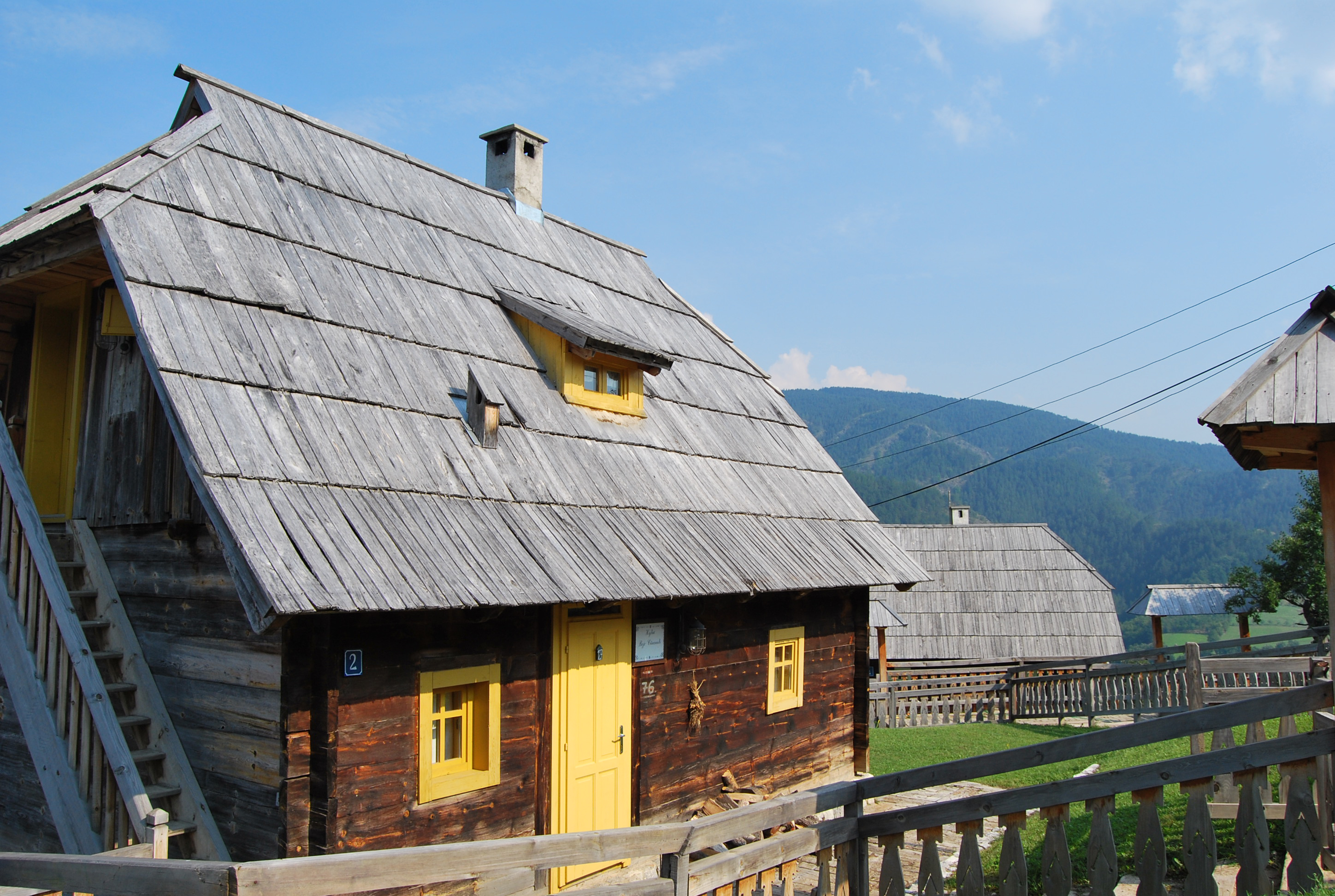
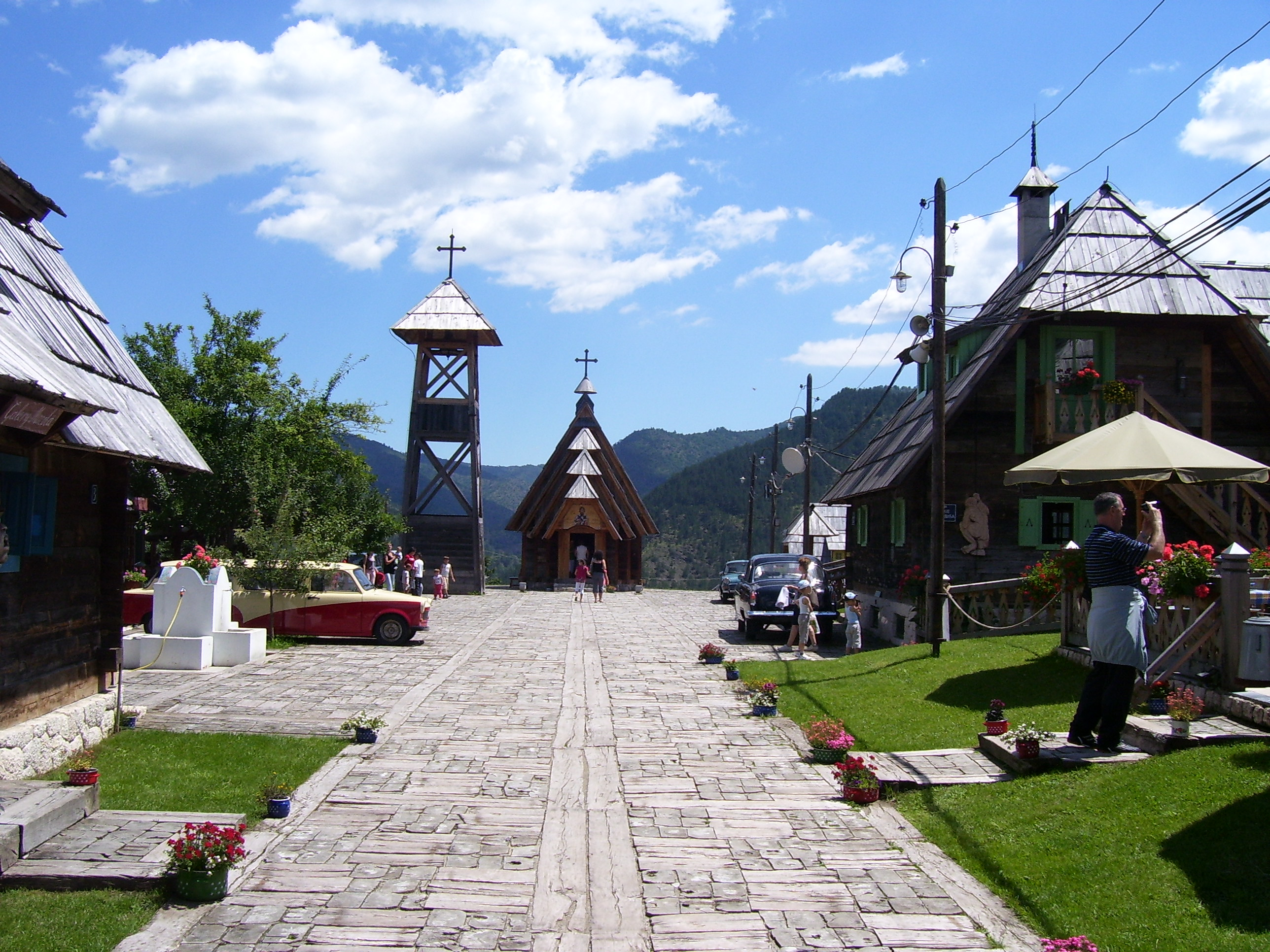
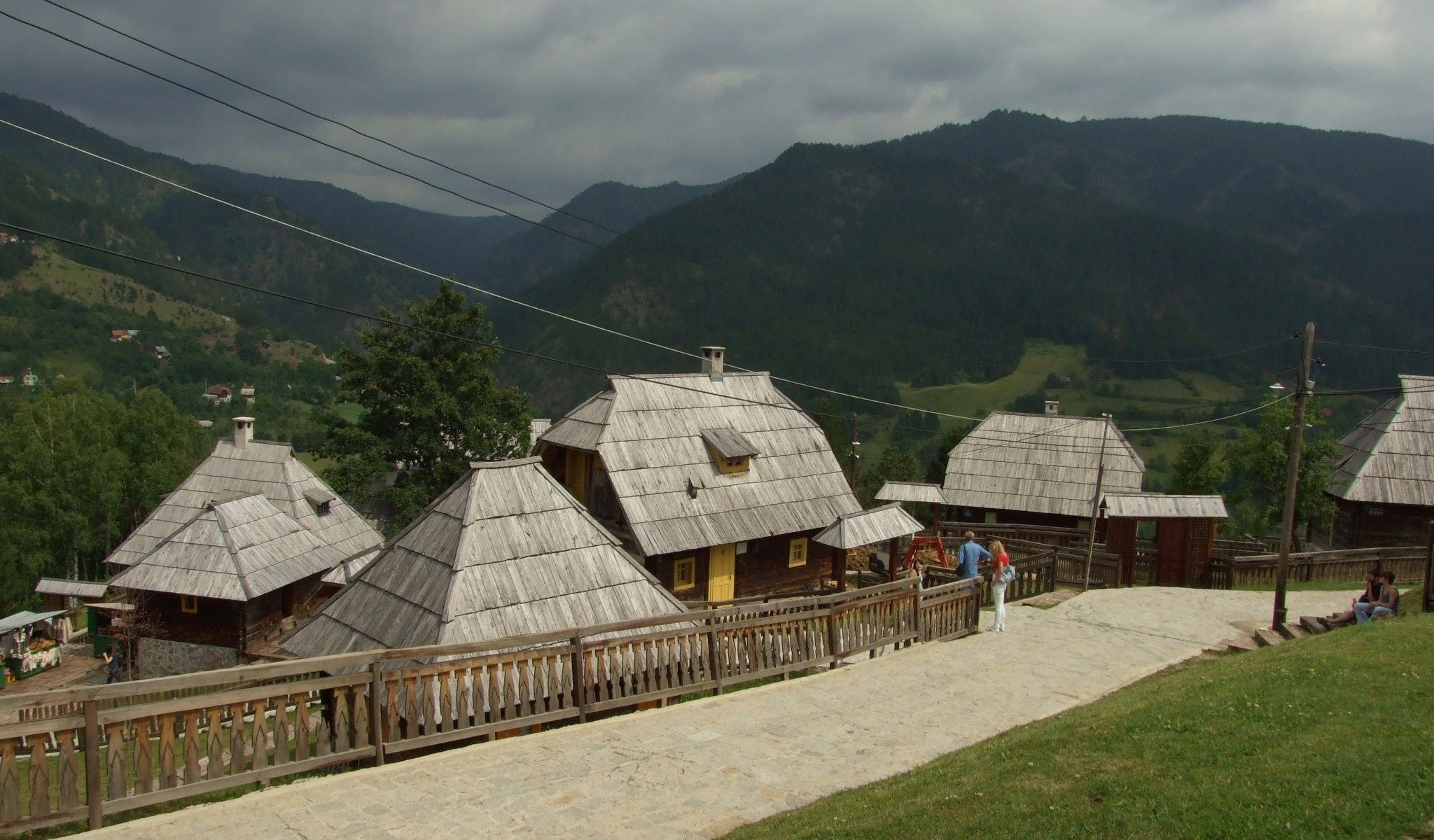
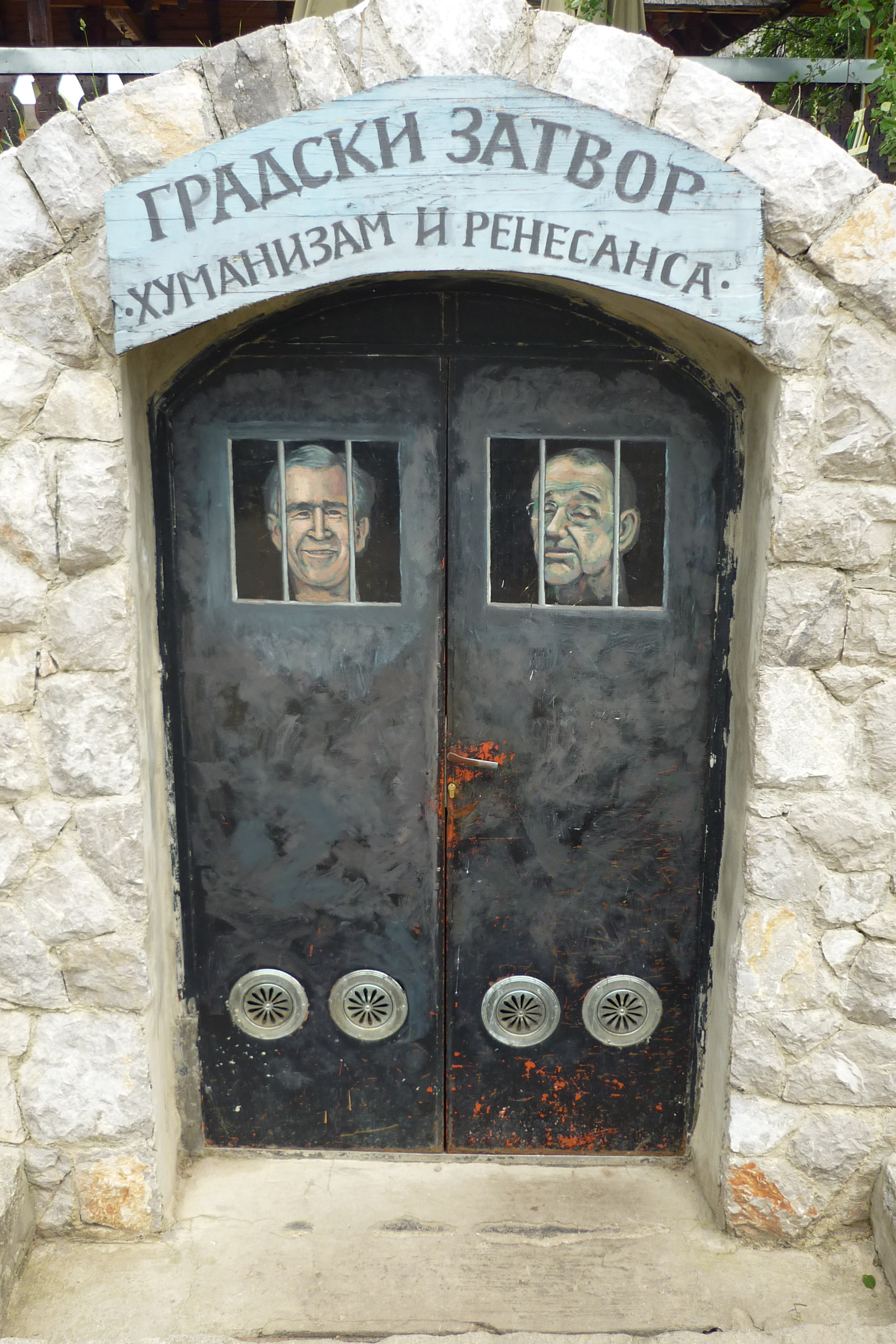